# Carnegiella myersi
Carnegiella myersi is een straalvinnige vissensoort uit de familie van de bijlzalmen (Gasteropelecidae). De wetenschappelijke naam van de soort is voor het eerst geldig gepubliceerd in 1950 door Fernández-Yépez.